# Dactylobatus clarkii
Dactylobatus clarkii ist ein Rochen aus der Familie der Echten Rochen. Den Artzusatz clarkii wählten Bigelow und Schroeder nach dem Meeresbiologen Robert Selbie Clark (1882–1950) in Anerkennung seiner Überarbeitung der europäischen Rochen und Echten Rochen.

## Merkmale
Dactylobatus clarkii ist ein mittelgroßer Echter Rochen, der eine Körperlänge von mindestens 75 cm TL erreicht. Die Körperscheibe ist 1,2 mal so breit wie lang und von herzförmiger Gestalt, seine Oberseite ist blass braun und mit Stacheln besetzt. Gewöhnlich befinden sich auf der Oberseite kleine, symmetrisch angeordnete, scharf abgegrenzte weiße Flecken oder Augenflecken (Ocellen) (nach der Erstbeschreibung 1 bis 3 Paare). Die Bauchseite ist weiß mit dunklen Rändern um die hinteren Kanten von Körperscheibe und Bauchflossen (Ventrale). Seine stumpfe Schnauze ist lang und mit festem Rostralknorpel. Die Zähne des Oberkiefers sind in 60 bis 63 Reihen angeordnet. Die Augen sind klein, der schlanke Schwanz kurz. Die Bauchflossen sind deutlich zweilappig. Die Rückenflossen (Dorsale) sind niedrig, die Schwanzflosse (Caudale) nur rudimentär vorhanden.
Von der zweiten Dactylobatus Art Dactylobatus armatus unterscheidet sich Dactylobatus clarkii im Fehlen der auffälligen seitlichen Lappen an den Brustflossen.

## Verbreitung
Dactylobatus clarkii ist im westlichen Atlantik von South Carolina (Vereinigte Staaten) bis zum Rio Grande (Brasilien) fleckenhaft verbreitet.

## Lebensraum und Lebensweise
Dactylobatus clarkii ist ein Bodenbewohner von schlammigen Untergründen auf Kontinental- und Inselhängen in Tiefen von 300 bis 915 Metern. Über die Lebensweise der Art ist nur wenig bekannt. Seine Nahrung besteht aus kleinen Knochenfischen. An der Eikapsel befindet sich ein hornförmiger Fortsatz.

## Belege
1. 1 2  Henry B. Bigelow, William C. Schroeder: Four new rajids from the Gulf of Mexico. In: Bulletin of the Museum of Comparative Zoology at Harvard College. Band 119, S. 199–233. (Online)
2. 1 2 3 4  Peter Last, Gavin Naylor, et al.: Rays of the World.  2016, Cornell University Press, ISBN 978-1501705328, 19.21.
3. ↑  Dactylobatus aclarkii auf Fishbase.org (englisch)